# 阿德里安娜·马特利
阿德里安娜·马特利（英語：Adrienne Martelli，1987年12月3日—），美国女子赛艇运动员。她曾代表美国参加2012年和2016年夏季奥林匹克运动会赛艇比赛，其中2012年奥运会获得一枚铜牌。